# Sobre las nubes
Sobre las nubes es una película dramática argentina dirigida por María Aparicio.
La película tuvo su estreno mundial en la sección oficial (competencia argentina) de la 37.ª edición del Festival Internacional de Cine de Mar del Plata.

## Sinopsis
Ramiro es cocinero en un bar. Hernán es un ingeniero en paro. Nora es enfermera en un hospital público. Lucía vende libros en una librería. Cuatro historias y una ciudad en blanco y negro con una lluvia persistente. Ninguno de ellos se conoce, sólo son habitantes de la misma ciudad.

## Elenco
- Malena León
- Eva Bianco
- Pablo Limarzi
- Leandro García Ponzo
- Juana Oviedo

## Premios y nominaciones
| Premio                    | Fecha                            | Categoría                            | Nominado        | Resultado | Ref.  |
| ------------------------- | -------------------------------- | ------------------------------------ | --------------- | --------- | ----- |
| Festival de Mar del Plata | 3 al 13 de noviembre de 2022     | Competencia Argentina Mejor película | Sobre las nubes | Ganador   | [ 4 ] |
| Festival de Jeonju        | 27 de abril al 6 de mayo de 2023 | Mejor película                       | Sobre las nubes | Ganador   | [ 5 ] |